# Zázrivská brázda
Zázrivská brázda je geomorfologická část Kysuckých bradel.  Rozprostírá se v okolí obcí Terchová a Zázrivá,  podle níž je pojmenována.

## Vymezení
Brázda zabírá jihovýchodní část podcelku, no stejně tak celé Kysucké vrchoviny. Ze severu i východu brázdu obklopuje podcelek Kysucké bradlá, jižní okraj vymezuje Krivánská Malá Fatra s částmi Osnice a Rozsutce. Západní část brázdy zabírá horní část Terchovské doliny (cca po osadu Biely Potok), kde sousedí s Varinským podoliem, podcelkem Žilinské kotliny.  V západní části brázdy leží Terchová, která je součástí okresu Žilina, střední a východní část zabírá Zázrivá, patřící do okresu Dolný Kubín. Území západně od sedla Rovná hora odvodňuje Biely potok do Varínky, východní část říčka Zázrivka do Oravy. 

## Chráněná území
Celá Zázrivská brázda patří do ochranného pásma Národního parku Malá Fatra, zvláště chráněným územím je přírodní památka Bôrická mláka. 

## Turismus
Území je ve stínu atraktivní Kriváňské Malé Fatry a Kubínské hole a tvoří do značné míry zázemí Malé Fatry. V oblasti jsou mnohé chaty a ubytovny, čímž vytvářejí ideální východiska pro zimní i letní turistiku.

### Turistické trasy
- po  červené značce z Veľkého Rozsutca přes Zázrivú na Minčol
- po  modré značce z lokality Biely Potok do sedla Medzirozsutce
- po  zelené značce:
  - z lokality Biely Potok na Malý Rozsutec, resp. do Šípkovej
  - z Zázrivej na rozcestí Javorinka
- po  žluté značce:
  - z Havranej do sedla Hoľa
  - z Kozinskej na vrch Minčol[2]